# Кемашвили, Вера Батуровна
Вера Батуровна Кемашвили (груз. ვერა ქემაშვილი; 15 апреля 1929, село Хуртиси Казбекского района Грузинской ССР) — новатор производства, помощник мастера Тбилисского камвольно-суконного комбината Грузинской ССР. Депутат Верховного Совета Грузинской ССР 9-10 созывов. Член Центральной Ревизионной комиссии КПСС в 1981—1986 годах. Герой Социалистического Труда (2.04.1966).

## Биография
В 1949 году окончила Тбилисский текстильный техникум (техникум легкой промышленности).
В 1949—1954 годах — техник контрольного цеха, помощник мастера камвольного производства Тбилисской камвольно-суконной фабрики.
С мая 1954 года — помощник мастера Тбилисского камвольно-суконного комбината «Советская Грузия» Грузинской ССР.
Член КПСС с 1955 года.
Указом Президиума Верховного Совета СССР от 2 апреля 1966 Кемашвили Вере Батуровне присвоено звание Героя Социалистического Труда с вручением ордена Ленина и золотой медали «Серп и молот».
Потом — на пенсии в городе Тбилиси.

## Награды и звания
- Герой Социалистического Труда (2.04.1966)
- орден Ленина (2.04.1966)
- прочие ордена
- медали